# Kostandin Shpataraku
Kostandin Shpataraku (ur. 1736, zm. 1767) – albański ikonograf i malarz fresków.

## Twórczość
Na twórczość Kostandina Shpataraku składają się ikony i freski, które łączyły elementy stylu bizantyjskiego z renesansowego. Znajdowały się w klasztorze w Ardenicy i Kościele św. Jana Włodzimierza w Shijonie. Aktualnie większość jego prac znajduje się w zbiorach prywatnych. Jedna z ikon Kostandina Shpataraku została w 2010 roku sprzedana na aukcji za 75 000 euro kosowskiemu przedsiębiorcy Hetemowi Ramadaniemu.

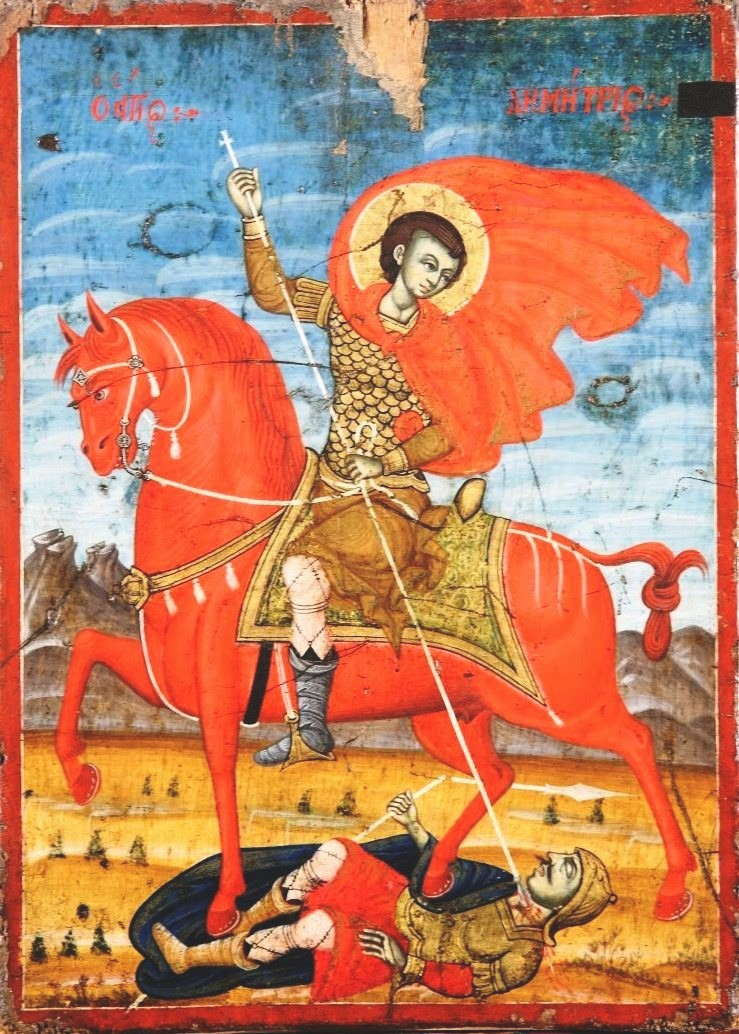
Autorstwo tej ikony przypisuje się Kostandinowi Shpataraku. W 2010 roku została ona sprzedana na aukcji za 75000 euro.